# Passeport de service

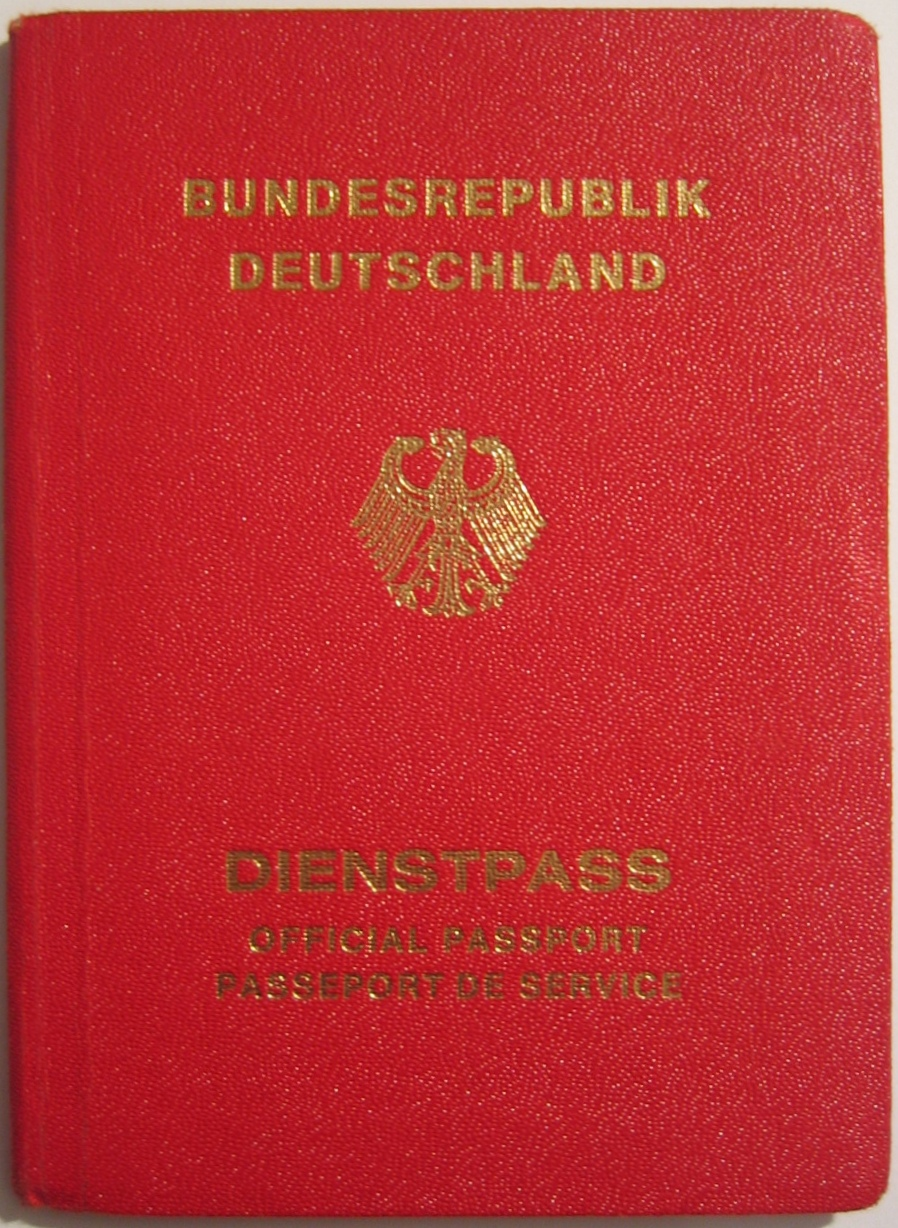
Passeport de service délivré par la Bundesrepublik Deutschland (Allemagne).

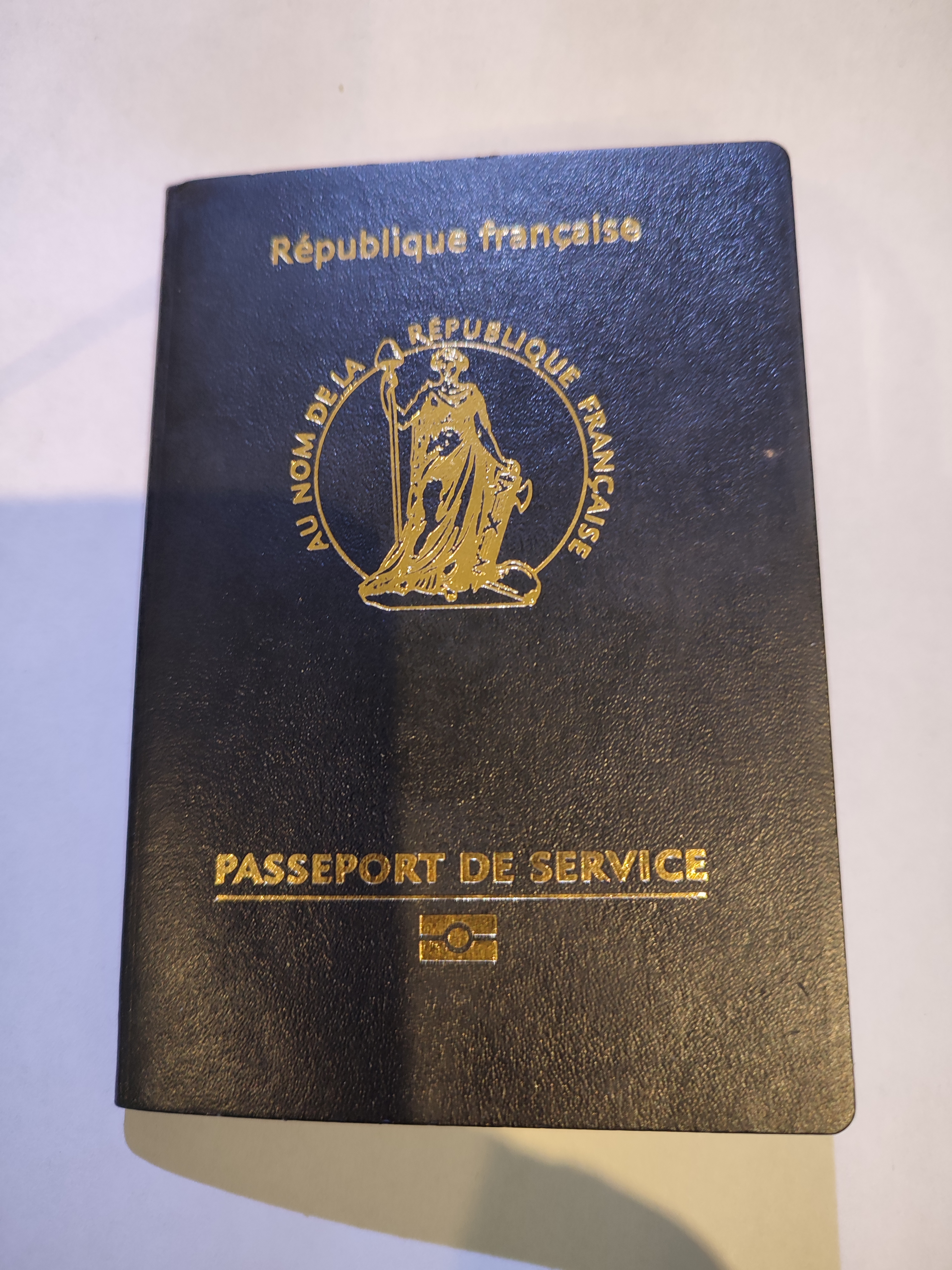
Passeport de service français.

Le passeport de service est un type de passeport qui peut être délivré aux ressortissants du pays émetteur qui, n'ayant pas droit au passeport diplomatique, accomplissent des missions ou sont affectés à l'étranger pour le compte du gouvernement.
Il peut être délivré à des agents civils ou militaires de l'État, à leurs conjoints s'ils n'exercent aucune activité rémunérée et à leurs enfants mineurs.

## Belgique
Il est délivré gratuitement sur demande d'une autorité de l'État, comme le ministère de la Défense.

## France
Destiné aux fonctionnaires qui ne peuvent pas demander le passeport diplomatique, il sert notamment aux militaires ou logisticiens qui doivent se rendre à l’étranger pour une mission précise au service de l’État et a une durée de validité de cinq ans.
Un passeport de service peut être délivré :
1. aux agents civils et militaires de l'État qui effectuent à l'étranger des missions sur ordre, présentant un intérêt national, pour le compte exclusif d'une administration centrale, et qui ne sont pas titulaires d'un passeport diplomatique ;
2. aux agents civils et militaires de l'État affectés à l'étranger, attachés à une mission diplomatique permanente ou à un poste consulaire, et qui ne sont pas titulaires d'un passeport diplomatique ;
3. au conjoint ou partenaire français auquel il est lié par un pacte civil de solidarité et aux enfants mineurs à charge des agents mentionnés au no 2 lorsque les circonstances locales nécessitent la délivrance d'un tel titre.

Le passeport de service a une durée de validité de cinq ans.
Curieusement, sous la Cinquième République, la couverture du passeport de service français, de couleur noire, porte un dessin repris du sceau de la Première République (1792-1804).